# Alfred Querbach

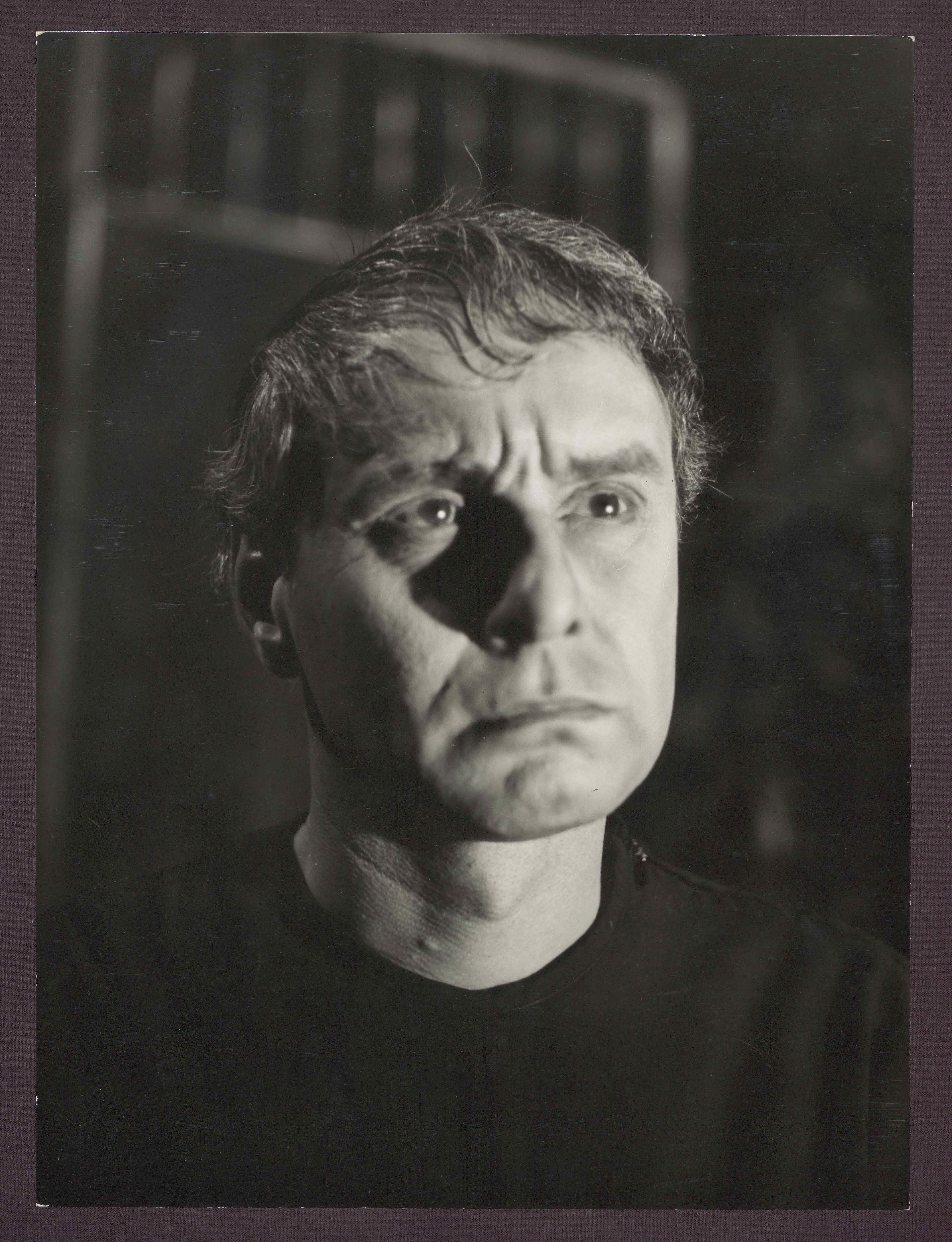
Alfred Querbach in Don Karlos am Badischen Staatstheater Karlsruhe (1962/1963)

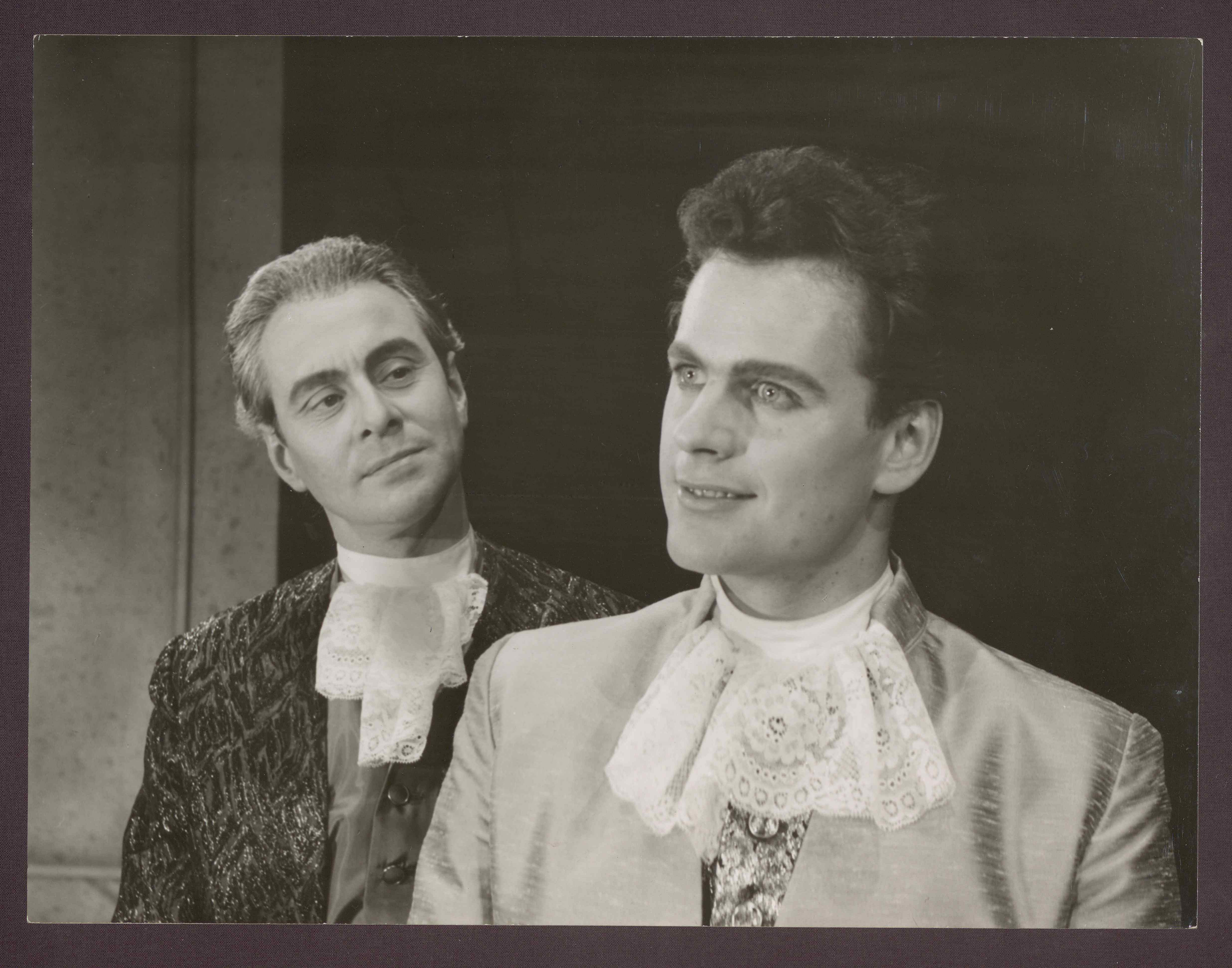
Querbach (links) mit Jürgen Wölffer in Clavigo (Karlsruhe 1962/1963)

Alfred Querbach (* 31. Dezember 1920 in Eschweiler; † 16. August 2003) war ein deutscher Schauspieler und Hörspielsprecher.

## Leben und Wirken
Querbach begann nach seiner künstlerischen Ausbildung seine Theaterlaufbahn 1947, spielte die gesamte erste Hälfte der 1950er Jahre am Rheinischen Landestheater Neuß und trat anschließend an Bühnen in Konstanz, Karlsruhe, Linz, Düsseldorf und Bonn auf. Danach war er freischaffend tätig und gehörte in den 1960er, 1970er und 1980er Jahren dem Badischen Staatstheater Karlsruhe an. Querbach hat auch für den Hörfunk gearbeitet und seit 1960 in unregelmäßigen Abständen in Fernsehfilmen mitgewirkt. Zuletzt hatte er Ende der 1980er Jahre eine Dauerrolle in der Serie Moselbrück.
Alfred Querbach starb 2003 und wurde auf dem Hauptfriedhof Karlsruhe im Grab seines Kollegen Hanns Schladebach (* 1905) beigesetzt.

## Filmografie
- 1960: Das ehrbare Mädchen – Die gute Gattin
- 1966: Der Forellenhof (TV-Serie, eine Folge)
- 1968: Spedition Marcus (TV-Serie, eine Folge)
- 1970: Der Mann, der den Eiffelturm verkaufte
- 1970–71: Recht oder Unrecht (TV-Serie)
- 1973: Die Powenzbande (TV-Serie, eine Folge)
- 1977: MS Franziska (TV-Serie, eine Folge)
- 1987: Albert Schweitzer (TV-Serie, eine Folge)
- 1987–90: Moselbrück (TV-Serie)

## Hörspiele (Auswahl)
- 1956: Walter Netzsch: 30 Sekunden – Regie: Ferry Bauer (Original-Hörspiel, Kriminalhörspiel – ORF Oberösterreich)